# Hyperoscelis veternosa
Hyperoscelis veternosa är en tvåvingeart som beskrevs av Boris Mamaev och Nina Krivosheina 1969. Hyperoscelis veternosa ingår i släktet Hyperoscelis och familjen reliktmyggor. Enligt den finländska rödlistan är arten nationellt utdöd i Finland. Inga underarter finns listade i Catalogue of Life.